# Вилья-Идальго (муниципалитет Соноры)
Вилья-Идальго (исп. Villa Hidalgo) — муниципалитет в Мексике, штат Сонора, с административным центром в одноимённом городке. Численность населения, по данным переписи 2020 года, составила 1429 человек.

## Общие сведения
Название Villa Hidalgo дано в честь национального героя, участника войны за независимость — Мигеля Идальго.
Площадь муниципалитета равна 1471,5 км², что составляет 0,8 % от площади штата, а наиболее высоко расположенное поселение Ла-Лус-Роха, находится на высоте 714 метров.
Он граничит с другими муниципалитетами Соноры: на севере с Накосари-де-Гарсией, на востоке с Басераком и Уачинерой, на юге с Уасабасом, и на западе с Кумпасом.

## Учреждение и состав
Муниципалитет был образован 15 мая 1931 года под названием Опуто, и был переименован 1 апреля 1967 году, в его состав входят:
| Код INEGI                  | Населённый пункт                                                                             | Численность населения (2005 год) | Численность населения (2010 год) | Численность населения (2020 год) |
| -------------------------- | -------------------------------------------------------------------------------------------- | -------------------------------- | -------------------------------- | -------------------------------- |
| 067                        | Всего                                                                                        | 1565                             | 1738                             | 1429                             |
| 0001                       | Вилья-Идальго (исп. Villa Hidalgo) 30°09′47″ с. ш. 109°19′12″ з. д. (административный центр) | 1275                             | 1372                             | 1183                             |
| 0005                       | Сан-Хуан-дель-Рио (исп. San Juan del Río) 30°18′02″ с. ш. 109°21′11″ з. д.                   | 274                              | 361                              | 245                              |
| 0160                       | Ранчо-Чута (исп. Rancho Chuta) 30°09′06″ с. ш. 109°19′07″ з. д.                              | —                                | —                                | 1                                |
| —                          | Прочие                                                                                       | 16                               | 5                                | 0                                |
| Названия на карте Генштаба |                                                                                              |                                  |                                  |                                  |

## Экономическая деятельность
По статистическим данным 2000 года, работоспособное население занято по секторам экономики в следующих пропорциях:
- сельское хозяйство, скотоводство и рыбная ловля — 37,4 %;
- промышленность и строительство — 38,6 %;
- торговля, сферы услуг и туризма — 23,3 %;
- безработные — 0,7 %.

## Инфраструктура
По статистическим данным 2020 года, инфраструктура развита следующим образом:
- электрификация: 98,4 %;
- водоснабжение: 94,1 %;
- водоотведение: 97,2 %.